# لیلیان مولر
لیلیان مولر (انگلیسی: Lillian Müller؛ زادهٔ ۱۹ اوت ۱۹۵۱) یک هنرپیشه، و مانکن (فرد) اهل نروژ است. 